# Mariza Dias Costa
Mariza Dias Costa (Guatemala, 16 de outubro de 1952 - São Paulo, 29 de março de 2019) foi uma cartunista e ilustradora política  guatemalteco-brasileira que influenciou o gênero com sua nova abordagem.  

## Vida
Diz-se que Mariza nasceu na Guatemala,  mas outras fontes dizem que ela nasceu no Rio de Janeiro.[carece de fontes?] Seu pai era o diplomata Mário Dias Costa. Ela morou na Suíça, Peru, Itália, França, Paraguai e Iraque antes de se estabelecer no Brasil; além do português, falava espanhol, inglês, francês, italiano, árabe e grego. 
Ela recebeu um "prêmio de aquisição" na 3ª Mostra de Artes Visuais do Estado do Rio de Janeiro em 1974.  Encontrou seu nicho no mesmo ano, ilustrando a coluna "Diário da Corte" de Paulo Francis no jornal brasileiro Folha de S.Paulo. Continuou nessa parceria até 1990. Mariza tinha que trabalhar rápido, pois recebia o texto da coluna com o espaço já demarcado para sua ilustração.  Em 1999, voltou à Folha para ilustrar a coluna de quinta-feira do psicanalista Contardo Calligaris. 
No final da década de 1970, seu trabalho apareceu nos jornais O Pasquim e Opinião e na versão brasileira da revista Mad[carece de fontes?] e em 2008 ela exibiu seu trabalho na mostra "Ilustradores" do Instituto Itaú Cultural. 

## Trabalhos (incompletos)
Mariza forneceu as ilustrações para 'Os Incríveis Seres Fantásticos' em 1996 

## Reconhecimento e morte
Mariza trabalhou sob a ditadura militar brasileira e era apontada como veterana dos cartuns.  
Suas ilustrações eram conhecidas pelo traço expressivo, de personagens disformes e pelo uso de colagens, de sobras de papéis fotocopiados e texturas (uma técnica apelidada de Marizatone).
Em 2013, seu trabalho foi publicado em um livro retrospectivo intitulado "". . . E então a maluca sou eu! ". A introdução de seu livro dizia que o gênero cartunista político foi dividido em duas seções: antes e depois de Mariza. 
Mariza morreu em São Paulo. Ela ficou doente na rua e foi levada de ambulância para o hospital, mas não sobreviveu. 